# 테이큰 (2002년 드라마)
테이큰(Taken)은 2002년 12월 2일부터 12월 13일까지 Syfy에서 방영된 SF 드라마이다.